# Guillaume d'Efferen
Guillaume d'Efferen, souvent aussi Effern, (né en 1563 et mort le 7 août 1616 à Ladenburg) est un noble clerc allemand et de 1604 à 1616 prince-évêque de Worms .

## Origine et famille
Il est issu de la famille noble du Rhin inférieur d'Efferen, qui à son tour forme une lignée de l'ancienne famille patricienne de Cologne des Overstolz.
Guillaume d'Efferen est le fils de Guillaume d'Efferen, maître de cour de l'archevêque de Cologne et de sa seconde épouse Anne de Metternich-Zievel. Son oncle est le bailli de Juliers Jérôme d'Efferen (mort en 1552); tous deux ont comme parents les nobles Vincent d'Efferen († 1518) et Jeanne de Merode de Schlossberg (morte en 1532).

## Biographie
Efferen étudie à l'Université de Padoue et y est inscrit en 1589 à la faculté de droit.
Sa carrière spirituelle débuté à l'abbaye Saint-Cassius de Bonn, où il est nommé chanoine en 1579 et est écolâtre de 1596 à 1598. En 1593, il apparaît comme chanoine à Wimpfen, qui appartient à la principauté épiscopale de Worms, et en 1594 comme doyen. En 1597, il devient domicellaire à la cathédrale de Worms par commission papale, et plus tard également au chapitre de la cathédrale. Son frère Henri d'Efferen (mort en 1593) y est chantre.
Le 17 août 1604, Guillaume d'Efferen est élu évêque de Worms. Ici, il renonce à son canonicat de Bonn et à sa position de doyen de l'abbaye de Wimpfen. Dans une lettre au pape Paul V (24  juin 1605) rapporte à Mgr Guillaume l'état désastreux de son diocèse, qui est appauvri, menacé territorialement par les États environnants et gravement endommagé par les événements de la Réforme. Il accepte donc l'élection le cœur lourd. Le pape confirme Efferen le 12 septembre 1605 au pouvoir et renonce à la taxe de confirmation pour ses plaintes.
En 1606, Guillaume d'Efferen est ordonné prêtre et est consacré le 15 août 1612, dans l'église du château d'Udenheim, avec le nouvel prince-évêque de Spire Philipp Christoph von Sötern. La consécration est effectuée par l'évêque auxiliaire de Mayence Étienne Weber (1539-1622).
Le mandat d'Efferen est éclipsé par les hostilités constantes du Palatinat électoral et de la ville de Worms, tous deux dans le camp de la Réforme. En 1608, la cour épiscopale de Worms est pillée. En 1615, la ville de Worms expulse ses concitoyens juifs, avec l'évêque Wilhelm les protégeant et interdisant à ses fonctionnaires de prendre part aux déportations à travers le Rhin initiées par la ville impériale. L'évêque Guillaume d'Efferen convoque les jésuites de Spire à Worms en 1606 contre la plus forte résistance de l'administration de la ville. À partir de 1608, ils travaillent comme aumôniers réguliers à la cathédrale de Worms, en 1609 un privilège de l'empereur Rodolphe II garanti leur activité à Worms et l'évêque leur assigne une maison comme domicile. L'administration de la ville porte plainte en 1611 à l'Union protestante, qui demande à Mgr d'Efferen d'expulser les jésuites immédiatement. Dans cette situation, le pasteur de Worms trouve le soutien du puissant duc Maximilien Ier de Bavière. Les jésuites sont restés et en 1613 fondent un collège avec un lycée, qui pendant des décennies est devenu l'établissement d'enseignement le plus important pour les catholiques de la région. En outre, les Pères approvisionnent régulièrement les villages et les villes des environs à partir de Worms. Grâce à toutes ces mesures, la vie catholique dans la région de Worms recommence progressivement à se consolider, ce qui peut être attribué à l'initiative de Mgr d'Efferen. La fondation du Collège jésuite de Worms est sa préoccupation particulière, qu'il impose avec détermination, contre le conseil municipal luthérien et contre son propre chapitre de la cathédrale, hésitant. C'était au coin de la Seminariumsgasse d'aujourd'hui et de la rue Luginsland.
Guillaume d'Efferen décède le 7 août 1616 dans sa résidence de Ladenburg et inhumé dans le transept nord de la cathédrale de Worms, devant l'autel de Martin offert par lui,.